# Арутюнов, Армаис
Армаис Арутюнов (21 июня 1893, Тифлис — февраль 1978, Бартлсвилл, Оклахома) — армянский изобретатель, американский бизнесмен. Создатель первой установки погружного электроцентробежного насоса (УЭЦН). 

## Биография
Родился в Тифлисе, рос там же. Армянин. Учился в тифлисской русской гимназии. Отец его, Арутюнов Саркис Казарович, был владельцем «Мыловаренного завода Арутюнова», выпускавшего мраморное мыло. На всемирной Парижской выставке 1900 г. его экспонат в виде тифлисской церкви Святого Георгия был удостоен Золотой медали. Дед Армаиса торговал мехами.
Высшее образование Армаис Арутюнов получил в Санкт-Петербурге в Лесотехническом институте, окончив его досрочно за три года. Его специальностью становится электротехника.
В 1911 году Арутюнов основывает свою первую фирму — «Российское Электрическое Динамо Компании Арутюнова».
В начале XX века усовершенствовал насос для добычи нефти. В 1919 году эмигрирует в Германию, а в 1923 году — в США. В 1928 переехал в город Bartlesville, где при поддержке компании «Филлипс Петролеум» основал фирму Bart Manufacturing Company, которая в 1930 была переименована в «REDA Pump» (аббревиатура от Russian Electrical Dynamo of Arutunoff), многие годы затем бывшую лидером рынка погружных насосов для нефтедобычи.
Был женат на Клаудии Арутюновой (в девичестве Горбоносовой). Имел двух сыновей, и дочь: Сергея (1919-2000), Анатолия (1936), и Анаит (1922-1998).

## История изобретения
Исследования Арутюнова показали, что электричество можно эффективно применять на практически любых работах. Его амбиции заключались в том, чтобы применить результаты исследований в бурении нефти и улучшить устаревшие методы, которые были в эксплуатации в начале 1900 гг. в России.
Для этого был необходим небольшой, но мощный электродвигатель. Ограничения, связанные с размерами требовали, чтобы двигатель был сравнительно небольшим в диаметре. В те времена считалось, что двигатель малого диаметра обязательно будет маломощным и, соответственно, неподходящим для работы в скважинах. Однако Арутюнов нашёл, как построить высокомощный двигатель с чрезвычайно малым диаметром. Чтобы развивать достаточную мощность необходимо, чтобы двигатель работал на высоких скоростях. В его конструкции двигатель был установлен ниже насоса для охлаждения двигателя в потоке движущейся вверх нефти.
Параллельно с разработкой погружного двигателя Арутюнов переделывает уже существующий центробежный насос, размещая направляющий аппарат ступени не вне рабочего колеса, а за ним. Таким образом, диаметр рабочего колеса увеличился, и напор ступени возрос, что привело к повышению производительности насоса. Оба изобретения были объединены конструктором в единой схеме.
Первое испытание насоса получилось нештатным — он был применён для тушения пожара на территории сталелитейного завода в Екатеринославе, где размещалась мастерская Артуюнова. Несмотря на то, что насосу пришлось работать в горизонтальном положении и на поверхности, он смог перекачать большие объёмы воды, которой потушили пожар.
Разработка двигателя была закончена в 1916 году, а в 1923 Арутюнов эмигрировал в США. Поселившись в Лос-Анджелесе попытался продать своё изобретение представителям нефтяного бизнеса, но ему было отказано со словами, что работа его двигателя противоречит всем законам электричества. Затем инженер переехал в штат Оклахома где Александр Клайд услышал про его изобретение и решил, что такой насос будет работать. С его помощью были проведены переговоры с Phillips Petroleum Company о тестировании оборудования и затем в 1928 году Арутюнов переехал в город Бартлсвилл, где основал свою первую компанию «Bart Manufacturing Company».
C 3 сотрудниками Армаис изготовил и установил первый насос на скважину Эль-Дорадо поблизости от города Бернс, штат Канзас. Новость об удачном испытании его насоса вызвала немалый переполох в нефтяном сообществе. Даже газета The New York Times послала ему телеграмму: «Пожалуйста, вышлите хорошие фотографии вашего насоса, который работает вверх ногами».
Первоначально название REDA принадлежало немецкой компании, которую Арутюнов создал в Германии. REDA является аббревиатурой от слов «Russian Electrical Dynamo of Arutunoff». В 1938 году было подсчитано, что 2 процента всей нефти, которая была выкачана на территории США, была добыта с применением насосов REDA. Компания постоянно расширялась, производя и обслуживая насосы, и в скором времени на неё работали тысячи людей.
Во время Второй Мировой войны США поставили в СССР 53 насоса REDA, с которых впоследствии, методом «обратной инженерии», были созданы советские образцы. В 1949 году советская делегация инженеров, возглавляемая А. Богдановым, посетила компанию REDA, детально ознакомившись с её продукцией. В 1951 году советские насосы, сделанные на базе насосов Арутюнова, поступили на нефтескважины.
Успех его компании позволил Армаис жить на широкую ногу в Бартлсвилле, ни в чём себе не отказывая. Жаркие летние дни и холодные дни зимы он с семьей проводил в Калифорнии Беверли-Хиллз в своем большом доме (Позже дом был продан актёру Винсенту Прайсу). Также он любил отдыхать на Гавайях и нередко летал туда с друзьями.
В начале 1950-х годов, первые отечественные установки, разработанные Арутюновым, были доставлены на российские месторождения. Эти мощные электронасосы нашли свое применение не только в нефтяной промышленности, но также в водном хозяйстве и даже в атомной энергетике. Например, они использовались для охлаждения трансформаторов на заводах по обогащению урана.
Технология, предложенная им, быстро заняла ведущее место в нефтедобыче. Его насосы работали на сотнях тысяч скважинах по всей Америке. Арутюнов продолжал изобретать и получать патенты на свои изобретения. Всего им получено более 90 патентов. Умер в феврале 1978 года в Бартлсвилле. Его портрет находится в Зале Славы Оклахомы.

## REDA Pump
В 1930 году компания меняет имя на REDA Pump и переезжает в индустриальный парк на северо-западе города, занимает там 9 акров, увеличив площадь своих заводов более чем в 30 раз от первоначального размера. В 1969 году REDA объединилась с компанией TRW и они приобрели здание в центре города для своей штаб квартиры. В 1988 году подразделение «REDA Oil Well Cable» было продано TRW компании Camco за 300 миллионов. Через 10 лет концерн Schlumberger присоединил Camco путём обмена акциями и его подразделение получило название Schlumberger REDA. В 2001 году администрация города заявила, что нужно спасать 500 рабочих мест, так как подразделение стало убыточным. Но компания Schlumberger заявила, что она не будет инвестировать в новые производственные активы, а будет только поддерживать существующие. В 2004 году здание штаб квартиры было продано университету штата.